# 名古屋高速バス横転炎上事故
名古屋高速バス横転炎上事故（なごやこうそくばすおうてんえんじょうじこ）は、2022年（令和4年）8月22日、愛知県名古屋市北区の名古屋高速11号小牧線・豊山南出口付近にて、名古屋市中区栄から県営名古屋空港（小牧空港）へ向かっていたあおい交通の空港連絡バスが中央分離帯に接触、横転し炎上したバス事故である 。この事故で2人が死亡、7人が負傷した    。

## 事故の概要
名古屋市栄発の県営名古屋空港直行バスが横転し炎上、乗客乗員8人が死傷した。また、追突した後続車の運転手1人も負傷した。事故発生現場は、愛知県西春日井郡豊山町との境界に近い名古屋市郊外にあたる。
当該バスは、あおい交通野口営業所（愛知県小牧市）が運行していた。野口営業所は2022年3月より営業開始した新設営業所で、同年7月25日に国土交通省中部運輸局から初めて監査を受けたが、その際には違反はなかった。同社では名古屋市と県営名古屋空港を結ぶ空港連絡バス路線を1日約45往復運行している。
同社野口営業所の説明によれば、バスは同日午前9時55分に名古屋市中区の「栄」停留所を出発し、同日午前10時15分頃、名古屋高速道路の豊山南出口で一般道へ降りる分岐点（0.8キロポスト付近）で事故が発生した。バスは県営名古屋空港へ向かう途中で、豊山南出口で高速道路から一般道へ降りる予定であった。
あおい交通は22日、同社公式Twitter（現・X）で事故発生の第一報をツイートした。同ツイートによれば、バスは県営名古屋空港に併設されたあいち航空ミュージアム（エアポートウォーク名古屋に隣接）へ向かう途中であった。
名古屋高速道路公社からの119番通報により、午前10時27分には消防隊が到着し、消防車14台で消火活動を開始。その時点ではすでにバス全体に火の手が回り、追突した乗用車も炎上していた。負傷した6人は消防隊の到着前に自力で脱出し路上で救助を求めていたが、消火活動2時間後に車内から運転手と乗客1人を発見、すでに心肺停止状態であった。
消防隊の到着前に、バス炎上を見た後続の大型トラックの運転手が、消火器（自分の車に備えていたもの）で消火活動を行ったものの、火勢が激しくとても歯が立たなかった。またバスから最後に脱出した乗客が、死亡した乗客（車内後方で発見された）を救助しようとしたものの、すでに意識を失いぐったりしていたため脱出させられなかったという証言もあり、乗客同士や周囲の者による救助活動があったとみられる。

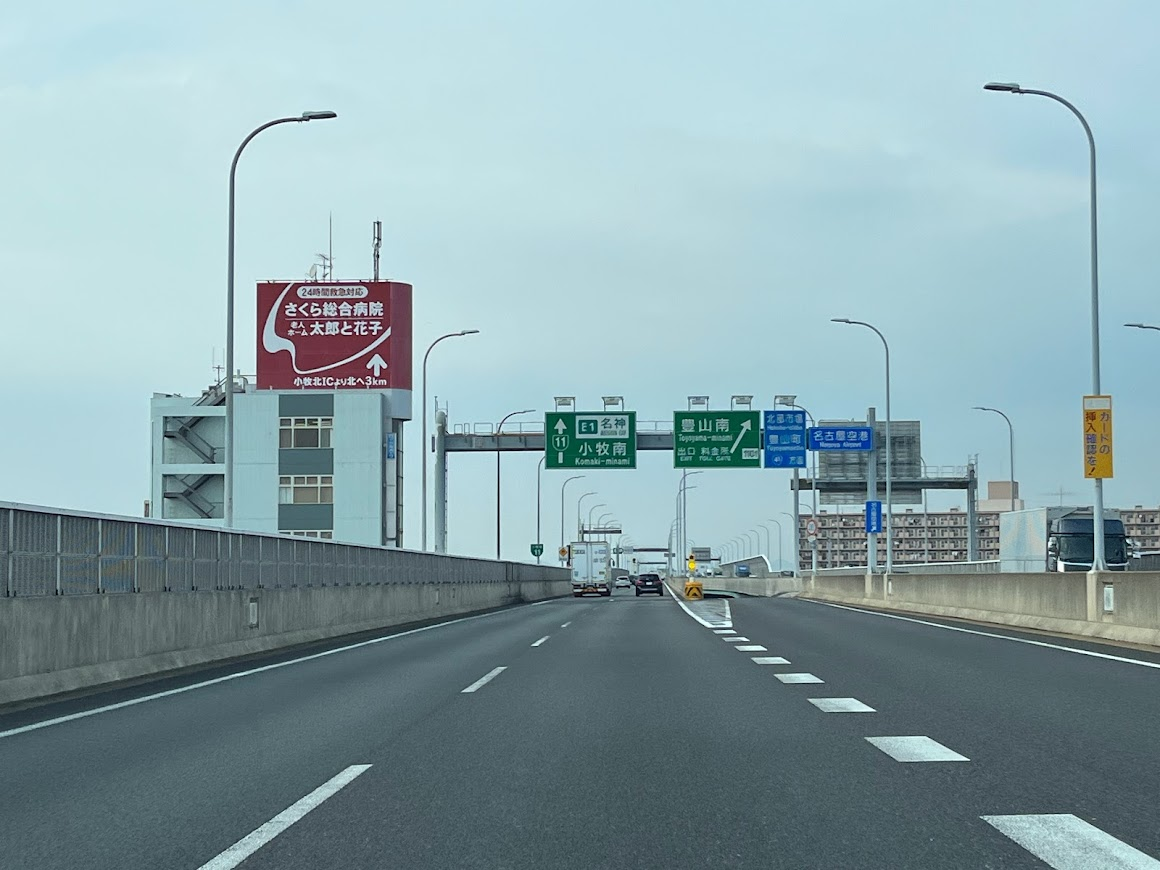
事故現場となった豊山南出口付近（2022年8月29日撮影）

事故発生現場は名古屋市北区新沼町の、名古屋高速道路と名古屋第二環状自動車道が交差する楠ジャンクション付近であった。バスは本線から豊山南インターチェンジの出口を出て一般道へ下りる経路であったが、進路変更の際に、本線と出口を隔てる中央分離帯とその手前にある緩衝具「クッションドラム」に接触し、本線側で横転し炎上した。同社野口営業所の運行主任は「高速の出口は右側の車線にあり、走行車線から車線をまたいで出なければいけない。運転する立場としても大変気を使う場所だ」と述べた。
愛知県警察の捜査関係者によれば、バスは名古屋高速11号小牧線の下り線で豊山南インターチェンジ出口へ向かって進行していたところ、本線方向へ突然寄り始め、出口と本線を区切る分岐点付近に衝突し横転したとみられる。走行中のバスがふらついていたとの目撃証言もあり、バスが出口へ向かう車線を走行中に中央分離帯に接触したとみられ、また現場にブレーキ痕が無かったことから、回避操作が行われることなく中央分離帯に接触したとみられる。
調査により数日後、後続車のドライブレコーダーに現場の数百メートルほど手前から、バスがふらついて車線を越えるなど不安定走行する映像が記録されていたことが判明。このため運転手の体調に異変が起きた可能性もあるとみられる。
近隣住民の証言によれは、現場近くでは10回ほども爆発音が聞こえたという。また現場近くのビルにいた者からは「ビルの壁に何か激突したかと思うほどの音や風圧を感じた」との証言もあった。

### 死亡者・負傷者
バスには乗員（運転手）1人、乗客7人の合計8人が乗車していた。乗客は20代から50代の男性7人。運転手は運転席で心肺停止状態で発見され、事故後に死亡が確認された。
乗客1人も車内で心肺停止状態で発見され、事故後に死亡が確認された。横転したバスの前輪付近に設置された燃料タンクから出火し、数分で燃え広がったとみられる。死亡した乗客は前方座席に座っていたが車内後方で発見され、バスの後方から脱出しようとしたものとみられる。
そのほか、乗客6人が負傷しいずれも軽傷とみられる。負傷した乗客らはバス車内を移動し自力で脱出して、警察や消防が到着した際には高速道路上で救助を求めていた。負傷した乗客らはいずれも、バス最後部の割れたリヤウインドウから脱出していた。なお、当該車両は大型高速バスで、定員は運転手を含め61人であった。
また、後続の乗用車の運転手1人も負傷し、病院へ搬送された。
死亡したバス運転手は55歳の男性で、バス運転歴は約10年（前職のバス会社で約5年、あおい交通で約4年）。運転手は2019年1月にあおい交通へ入社、バスが好きで「大型バスを運転したい」と同社へ転職してきたという。入社以来事故歴や処分歴はなく、事故当日も午前4時半に営業所へ出社し、乗務前点呼でのアルコール検査や検温などでの異常はなかった。また運転手に持病はなく、会社の年2回の健康診断でも異常はなかった。運転手は2019年1月の入社以来、同じバスのルートを担当していた。同社によれば、運転手は勤務態度も真面目で遅刻や無断欠勤もなく、急な仕事でも快く引き受けていたという。
同年8月24日、司法解剖の結果により、死亡した2人の死因は焼死である可能性が高いことが判明した。遺体は損傷が激しく、性別も判別しがたいほどであったという。
同年8月30日、死亡した2人の身元が判明し、死亡した乗客はDNA鑑定により、県営名古屋空港の管理・運営を行う名古屋空港ビルディング株式会社の社長・利光克仁と確認された。利光は大卒後に名古屋鉄道へ入社後、同社広報宣伝部長、名鉄産業常務、金沢名鉄丸越百貨店社長など名鉄の要職を歴任後、2018年6月に名鉄も出資する同社の社長に就任。県営名古屋空港への通勤に空港連絡バスを利用しており、通勤途中で事故に遭った。

## 事故後
当事故の影響で、名古屋高速道路の楠ジャンクション - 小牧北インターチェンジ間の上下線が一時通行止めとなった。通行止めにより名古屋高速道路と国道41号は激しい渋滞となり、あおい交通が運行する県営名古屋空港線の他の便や、豊山町のコミュニティバス「とよやまタウンバス」が大幅に遅延した。22日夜までに通行止めは解除された。
愛知県警察は自動車運転処罰法違反（過失運転致死傷）などの疑いで詳しい事故原因を調べた。県警の捜査関係者によれば、現場付近には目立ったブレーキ痕がないこと、バスの右前方部分のバンパーが大きく凹み損傷していたことなどから、バスが十分に減速せず分離帯に接触した可能性があるとした。県警は何らかの理由により正常な運転ができない状態だったとみて、運転手の健康状態や勤務状況を調査する。
国土交通省は、当事故を「特別重要調査対象事故」に指定し、事業用自動車事故調査委員会が国交省の要請を受け調査を開始した。また、国土交通省中部運輸局はあおい交通野口営業所を特別監査し、名古屋北労働基準監督署もあおい交通本社などに立入調査を行った。バスが横転炎上する死亡事故は、貸切バスでは例があるものの、定時定路線を運行する乗合バスでは珍しい。
あおい交通の松浦秀則社長は22日、報道陣の取材に対し「申し訳ない。亡くなった方のご冥福をお祈りする。事後処理に真摯に対応し、安全対策を徹底したい」と述べた。
事故翌日の同年8月23日午前9時頃、愛知県警察は自動車運転処罰法違反（過失致死傷）の疑いで、あおい交通本社と野口営業所を家宅捜索した。県警の捜査員が同社本社や営業所を約1時間にわたり捜索し、運転手の勤務実態や健康状態などを調査するため関連資料を押収した。県警では運転手が何らかの操作ミスをした疑いがあるとみて、同社の勤務体制や安全管理に問題がなかったかなどを調査する。
家宅捜索後の同日午前11時頃、あおい交通は記者会見を開き、社長が「昨日の事故で亡くなられた方、けがをされた方に心よりおわび申し上げます」と謝罪した。社長は事故原因について「分離帯にぶつかっているので、当然運転手のミスがあったと考えている」「出口に向かう準備が十分できておらず、急に降り口が迫って焦って操作してぶつかったのではないか」と述べた。またバスには本体記録型ドライブレコーダー（ドラレコ）が搭載されていたが、記者会見の時点では記録データの確認などはできていなかった。
その後の県警の調査によれば、車両に搭載されたドラレコは焼失した可能性が高く、映像を外部サーバに記録するクラウド型ではなく、本体に挿入したSDカードに記録する方式であったため、ドラレコ焼失によりデータも失われたとみられる。
なお、事故当日よりあおい交通の公式ウェブサイトにアクセスが集中して繋がらなくなり、サーバがダウンして公式サイトが閲覧できなくなった。そのため同社は22日、公式Twitterでその旨を告知した。そして翌8月23日、公式Twitter上に謝罪文を掲載した。
また同年8月22日・23日付で、同社公式ウェブサイトにも、公式Twitterに掲載したものと同じ文面の謝罪文が掲載された。
2023年3月10日、県警は自動車運転処罰法違反（過失致死傷）の疑いで、運転手を容疑者死亡のまま書類送検した。名古屋地方検察庁は同年7月12日付で運転手を不起訴処分とした。
2025年2月21日、事業用自動車事故調査委員会は調査報告書を公表した。事故死した運転手の睡眠時無呼吸症候群（SAS）による居眠り運転を原因として推定し、SASへの対応を運転手本人に任せて放置したあおい交通の不備も指摘した。

## 運行会社
バスを運行していたあおい交通は、愛知県小牧市に本社を置く貸切バス・乗合バス事業者で、一般路線バスや空港連絡バスのほか、小牧市をはじめとする愛知県内5つの市町のコミュニティバス、及び企業の送迎バスなどの運行受託などを行っている。
過去の行政処分については、2017年5月に「路線バスを終点まで運行せず中断した」としてバス1台を10日間使用停止の処分を受けた。また2019年5月には、愛知県内の自治体から運行受託しているコミュニティバスの車両を車検切れの状態で複数回運行したほか、3か月ごとの法定点検を怠ったこと、運転者の勤務時間違反などで、小牧東営業所で135日間の車両使用停止処分を受けている。
2023年3月10日、名古屋北労働基準監督署は、バス運転手6人に違法な時間外労働をさせたとして、法人としてのあおい交通、同社野口営業所の男性所長と男性運行課長を労働基準法違反容疑で書類送検した。同年7月に春日井区検が同社と2人を略式起訴し、春日井簡裁は18日付で各罰金20万円の略式命令を出した。

## 影響
事故当日の2022年8月22日、あおい交通と社名の似た兵庫県相生市のバス会社「あいおい観光バス有限会社」に、事故に関する問い合わせの電話が数回かかってきたため、同社では「当社は無関係のため、事故については説明できない」旨を発表した。なお、あいおい観光バスは貸切バス専業事業者であり、空港連絡バス（乗合バス）は運行していない。あいおい観光バスは同日、自社公式Twitter（現・X）アカウントで「本日の名古屋高速で起きました事故の運行バス会社『あおい交通』と弊社は全く無関係でございます。既に何件かお電話がありましたが、弊社へお問い合わせいただいても、状況等ご説明できません。」とツイートした。